# Proteroglifi
Il termine proteroglifi (dal greco próteros, anteriore + glyphḗ, scanalatura) indica i serpenti che presentano denti del veleno fissi, canalicolati e impiantati anteriormente sui mascellari, quali i cobra, i mamba, i serpenti corallo americani (famiglia degli elapidi) e i serpenti marini (subfamiglia degli Idrofidi). 
Il veleno viene iniettato nella preda attraverso il canale che corre nei denti a causa della compressione esercitata sulla ghiandola del veleno, durante il morso, dal muscolo temporale.
Vista la loro stretta parentela con i Colubridae (sembra che derivino da una specie appartenente ai colubridi opistoglifi), vengono chiamati da alcuni autori colubridi proteroglifi.